# Cerodontha
Genre
Synonymes
- Cerodonta Hendel, 1910[2]

Cerodontha est un genre de diptères de la famille des Agromyzidae.

## Liste des espèces
Selon ITIS (5 juillet 2021) :
- Cerodontha angulata (Loew, 1869)
- Cerodontha aristosa Spencer, 1986
- Cerodontha attenuata Spencer, 1986
- Cerodontha bicolorata Spencer, 1969
- Cerodontha butomomyzina Spencer, 1969
- Cerodontha calamagrostidis Nowakowski, 1967
- Cerodontha calosoma (Hendel, 1931)
- Cerodontha capitata (Zetterstedt, 1848)
- Cerodontha chillcottiella Spencer, 1986
- Cerodontha churchillensis Spencer, 1969
- Cerodontha dorsalis (Loew, 1863)
- Cerodontha eucaris Nowakowski, 1967
- Cerodontha fasciata (Strobl, 1880)
- Cerodontha flavocingulata (Strobl, 1909)
- Cerodontha frankensis Spencer, 1969
- Cerodontha frosti Spencer, 1973
- Cerodontha fuscifrons Spencer, 1969
- Cerodontha fusculata Spencer, 1986
- Cerodontha gibbardi Spencer, 1969
- Cerodontha gracitis Spencer, 1969
- Cerodontha hirtae Nowakowski, 1967
- Cerodontha illinoensis (Malloch, 1934)
- Cerodontha impercepta Spencer, 1986
- Cerodontha incisa (Meigen, 1830)
- Cerodontha inconspicua (Malloch, 1913)
- Cerodontha iridophora Spencer, 1973
- Cerodontha labradorensis Spencer, 1969
- Cerodontha latifrons Spencer, 1986
- Cerodontha lindrothi Griffiths, 1964
- Cerodontha longipennis (Loew, 1869)
- Cerodontha lonicerae (Robineau-desvoidy, 1851
- Cerodontha luctuosa (Meigen, 1830)
- Cerodontha maclayi Spencer, 1981
- Cerodontha macminni Spencer, 1986
- Cerodontha magnicornis (Loew, 1869)
- Cerodontha malaisei Spencer, 1981
- Cerodontha montanoides (Spencer, 1981)
- Cerodontha morosa (Meigen, 1830)
- Cerodontha muscina (Meigen, 1830)
- Cerodontha occidentalis Sehgal, 1968
- Cerodontha pallidiciliata Spencer, 1969
- Cerodontha paludosa Spencer, 1981
- Cerodontha pecki Spencer, 1973
- Cerodontha pollinosa (Melander, 1913)
- Cerodontha poolei Spencer, 1986
- Cerodontha pygmaea (Meigen, 1830)
- Cerodontha pygminoides Spencer, 1981
- Cerodontha questa Spencer, 1981
- Cerodontha scirpi (Karl, 1926)
- Cerodontha scirpivora (Spencer, 1969)
- Cerodontha subangulata (Malloch, 1916)
- Cerodontha superciliosa (Zetterstedt, 1860)
- Cerodontha temeculensis Spencer, 1981
- Cerodontha thompsoni (Frick, 1952)
- Cerodontha thulensis Griffiths, 1966
- Cerodontha ultima Spencer, 1969
- Cerodontha yukonensis Spencer, 1969